# لوون توخیکیان
لوون سیمونی توخیکیان (ارمنی: Լևոն Սիմոնի Թուխիկյան؛  زادهٔ ۸ ژوئیهٔ ۲۰۰۹ - درگذشته ۲۲ مارس ۱۹۳۱) بازیگر و کارگردان فیلم اهل ارمنستان بود.

## زندگی‌نامه
وی در ۲۲ مارس ۱۹۳۱ در گیومری به دنیا آمد و از انستیتو دولتی هنر نمایشی ایروان فارغ‌التحصیل گشت. وی همچنین برنده جوایزی همچون هنرمند مردمی ارمنستان شوروی (۱۹۸۰)، هنرمند شایسته ارمنستان شوروی (۱۹۷۲)، مدال شجاعت کار و جایزه دولتی ارمنستان شوروی شد. وی در ۸ ژوئیهٔ ۲۰۰۹ در سن ۷۸ سالگی در ایروان درگذشت.